# Thick as a Brick
Thick as a Brick este un album conceptual și al cincilea album de studio al trupei engleze de rock progresiv Jethro Tull, lansat în 1972. Versurile albumului au la bază un poem scris de un personaj fictiv, un copil pe nume "Gerald Bostock" cunoscut și ca "Little Milton" (însuși Ian Anderson). Albumul conține o singură piesă întinsă pe durata a aproximativ 45 de minute. Pentru ca albumul să poată fi distribuit pe viniluri și casete, piesa a fost împărțită în două. Thick as a Brick a atins primul loc în topul US Billboard Pop Albums.

## Tracklist
1. "Thick as a Brick, Part I" (22:40)
2. "Thick as a Brick, Part II" (21:10)

- Toate versurile au fost scrise de "Gerald Bostock" (Ian Anderson) iar muzica a fost compusă de Ian Anderson.

## Componență
- Ian Anderson - solist vocal, chitară acustică, flaut, vioară, trompetă
- Martin Barre - chitară electrică, lăută
- John Evan - pian, orgă, clavecin
- Jeffrey Hammond - chitară bas, voce
- Barriemore Barlow - tobe, percuție, timpan
- David Palmer